# 大吉汽車
大吉汽車企業股份有限公司（英語：DAJI MOTORS ENTERPRISE CO.,LTD），是臺灣一間生產巴士車身的製造商。

## 歷史
- 1975年：大有車體成立，專營車體打造[3]。
- 1988年：股東改組，成立大吉汽車企業有限公司。
- 2004年：遷廠至今日高雄市岡山區本洲工業園區。
- 2014年：正式與VOLVO臺灣總代理太古商用汽車簽訂合作，專門打造與銷售VOLVO Buses車系。
- 2017年：仁武新總部落成，自此B11R、B13R等車款（含部分B8R系列）均在仁武新總部打造。

## 現有車款

### 瑞典VOLVO
- VOLVO New B8R
- VOLVO B8RLE（英语：VOLVO B8RLE）
- VOLVO All New B13R（英语：VOLVO All New B13R）（4×2及6×2）

## 過去車款

### 瑞典VOLVO
- VOLVO B7R（英语：VOLVO B7R）
- VOLVO B7RLE
- VOLVO B13R
- VOLVO B12BT
- VOLVO B11R
- VOLVO B8R

### 瑞典Scania
- Scania K380IB（英语：Scania K-series）
- Scania K400IB（英语：Scania K-series）
- Scania K410（英语：Scania K-series）

### 日本Hino
- Hino RK8J
- Hino RN8J
- HINO RM1E
- HINO RM1A

### 韓國Daewoo
- Daewoo FX117

### 日本Mitsubishi
- Mitsubishi RM11FN2

## 圖片集

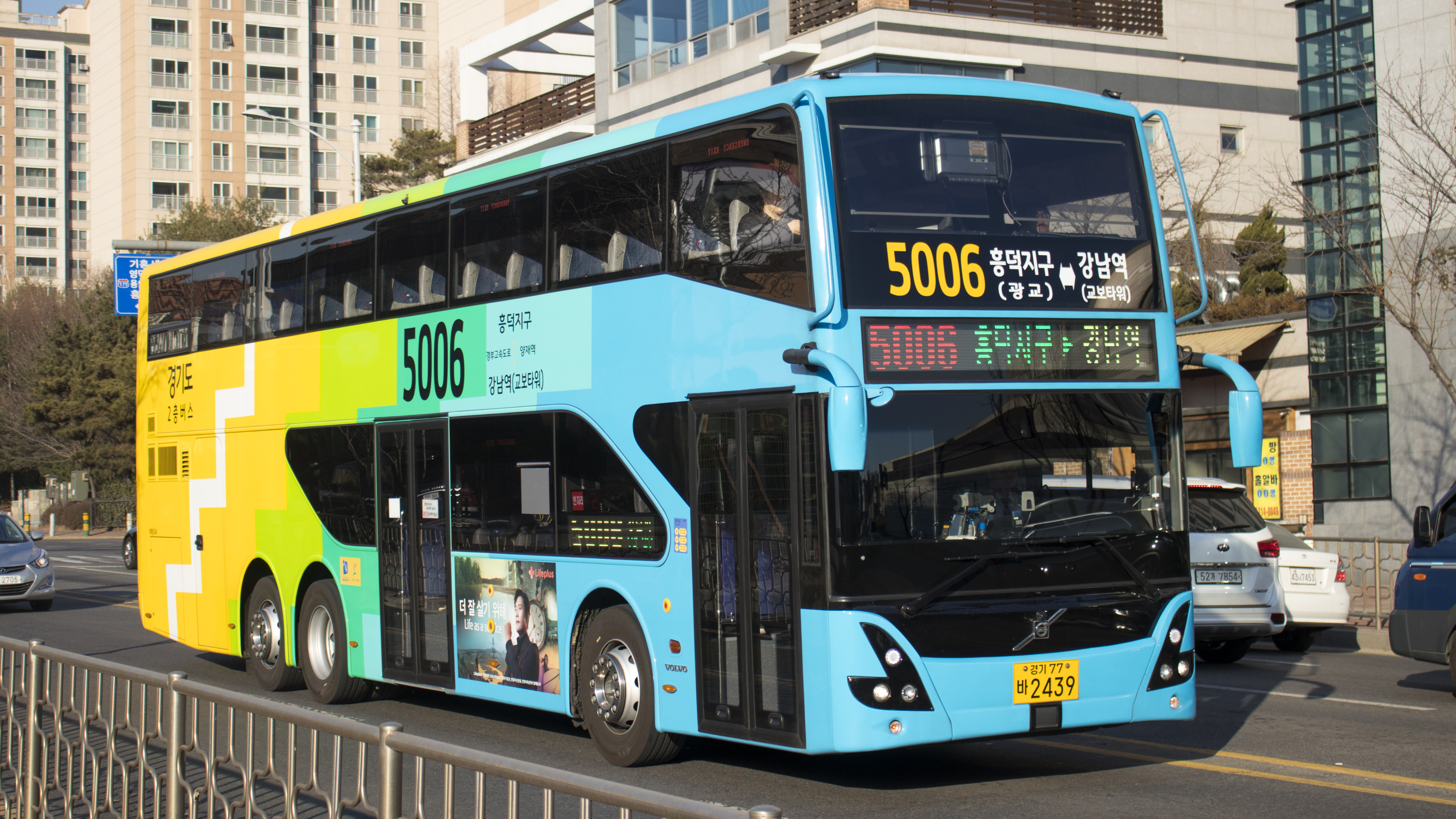
一輛車身由大吉汽車打造的金浦運輸（朝鲜语：김포운수）Volvo B8RLE（英语：Volvo B8RLE）低地板雙層巴士
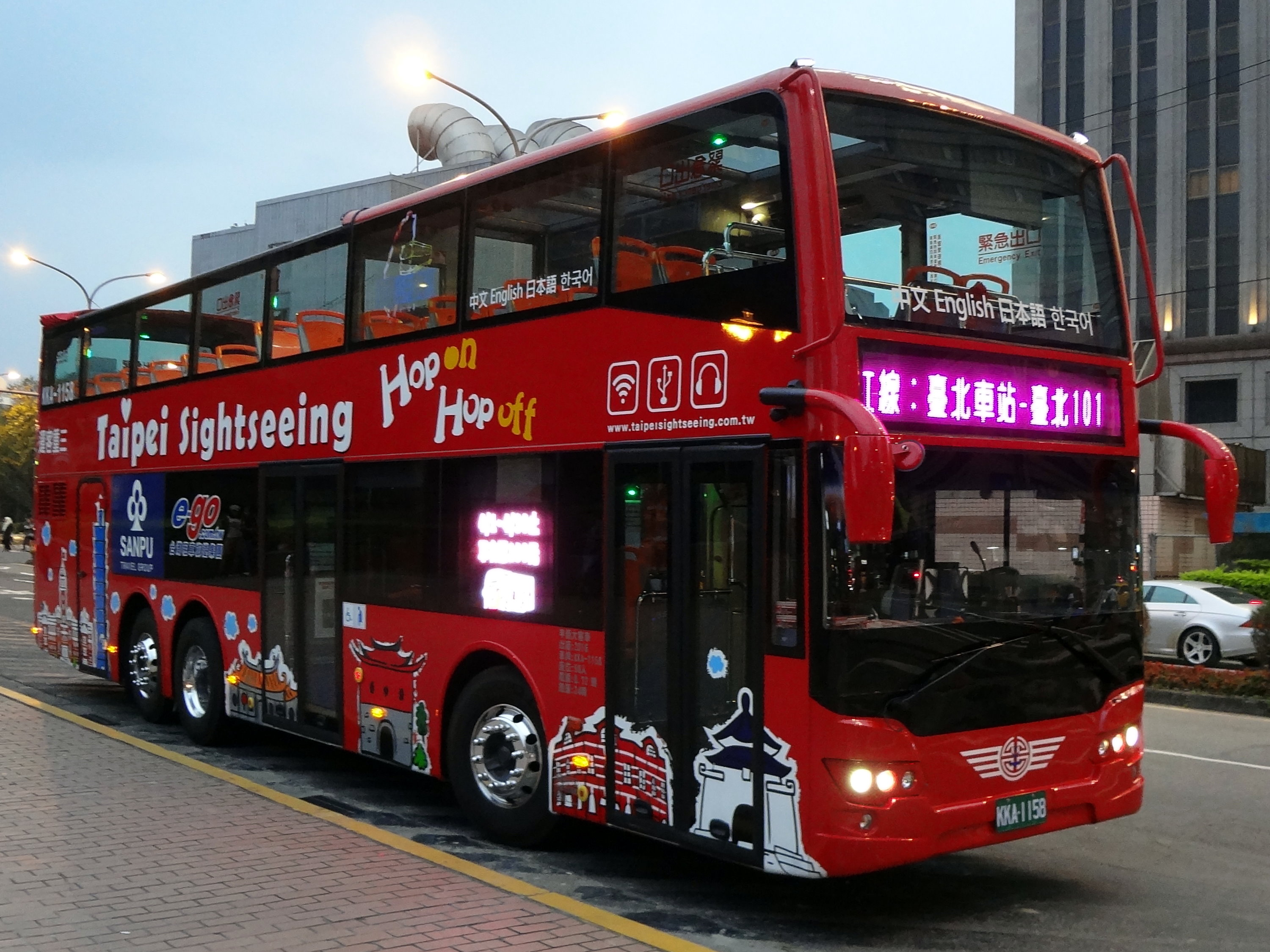
一輛車身由大吉汽車打造的三重客運Volvo B8RLE（英语：Volvo B8RLE）開頂低地板雙層巴士
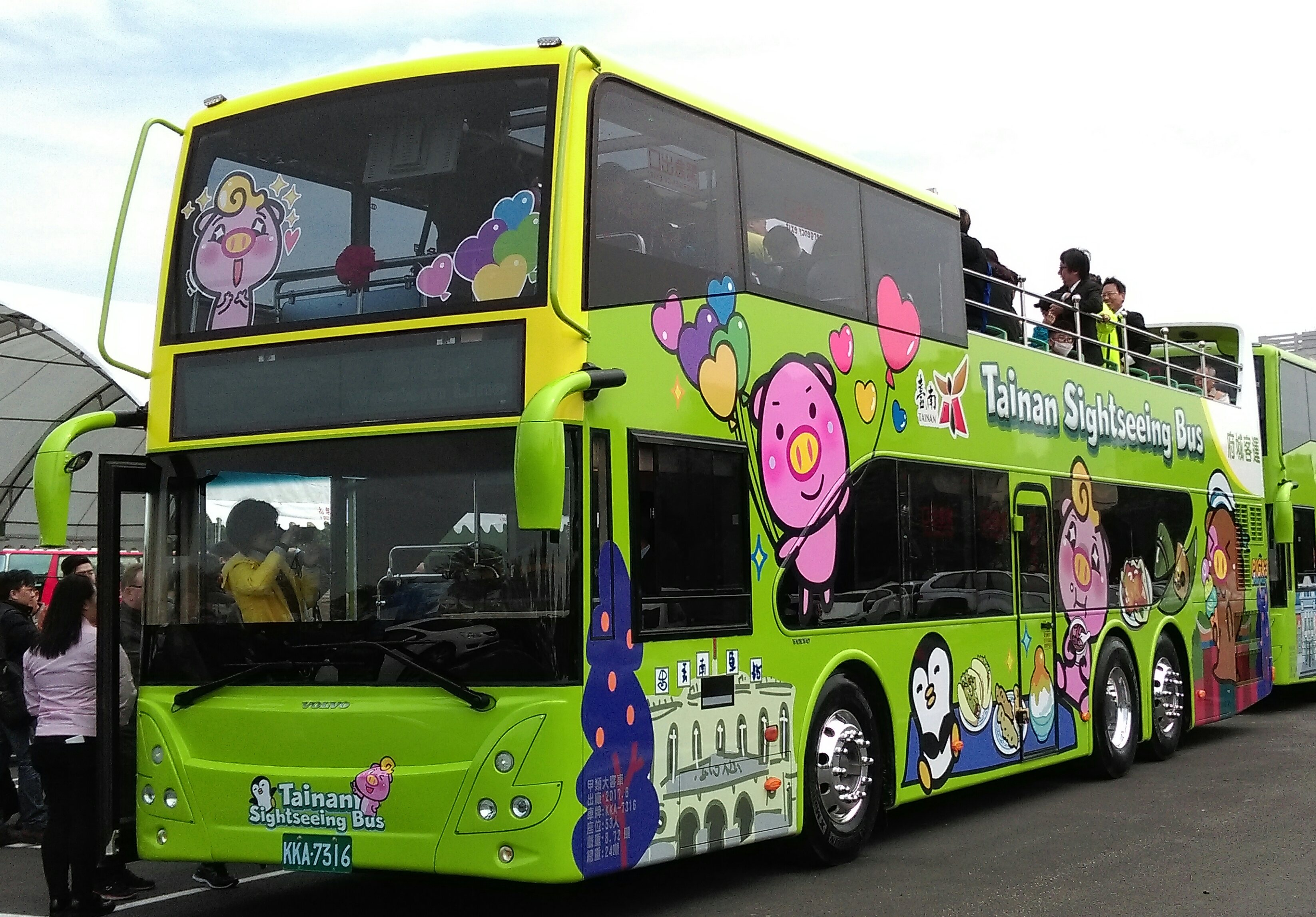
一輛車身由大吉汽車打造的府城客運Volvo B8RLE（英语：Volvo B8RLE）開頂低地板雙層巴士
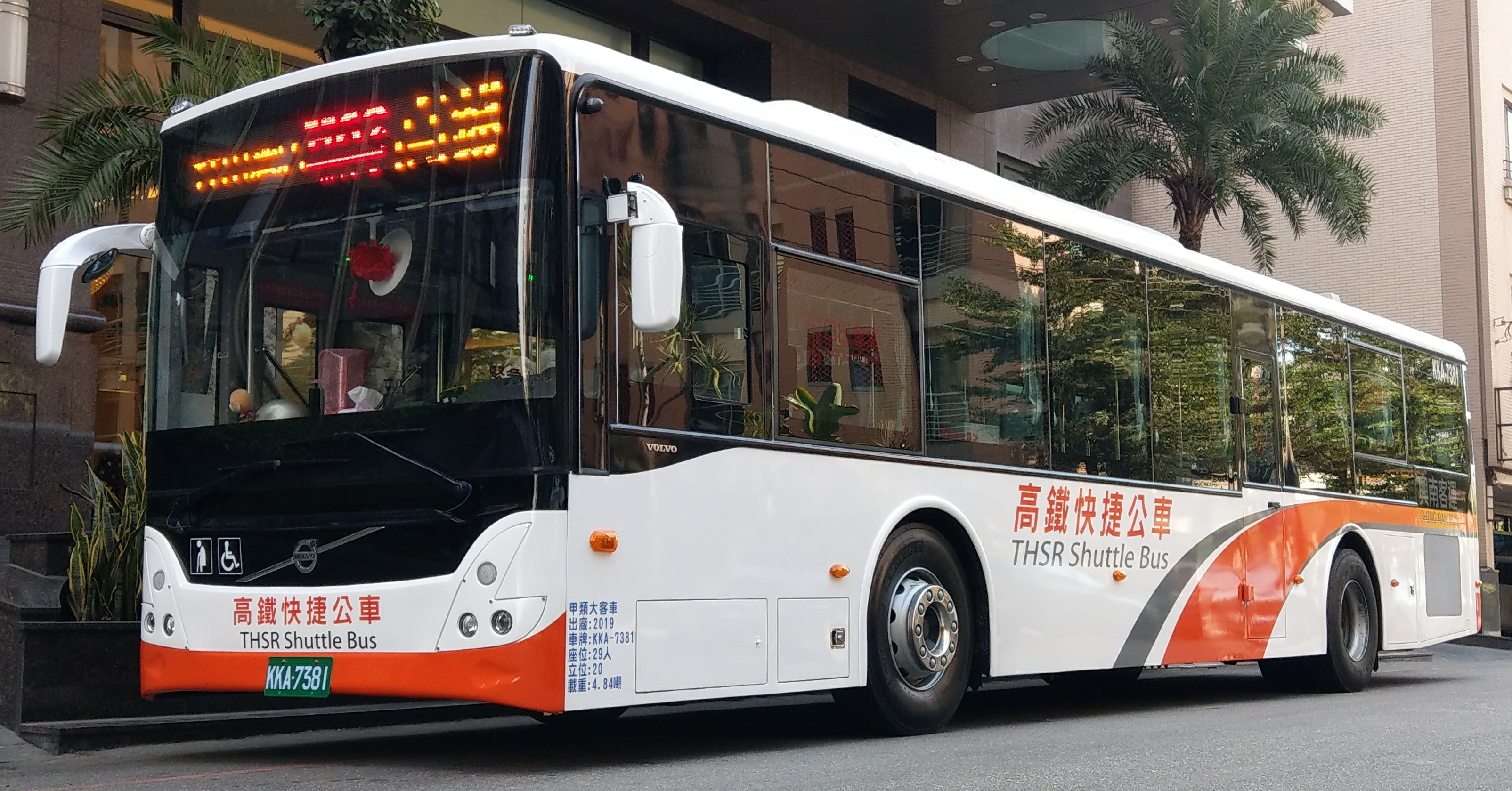
一輛車身由大吉汽車打造的興南客運雙軸版Volvo B8RLE（英语：Volvo B8RLE）
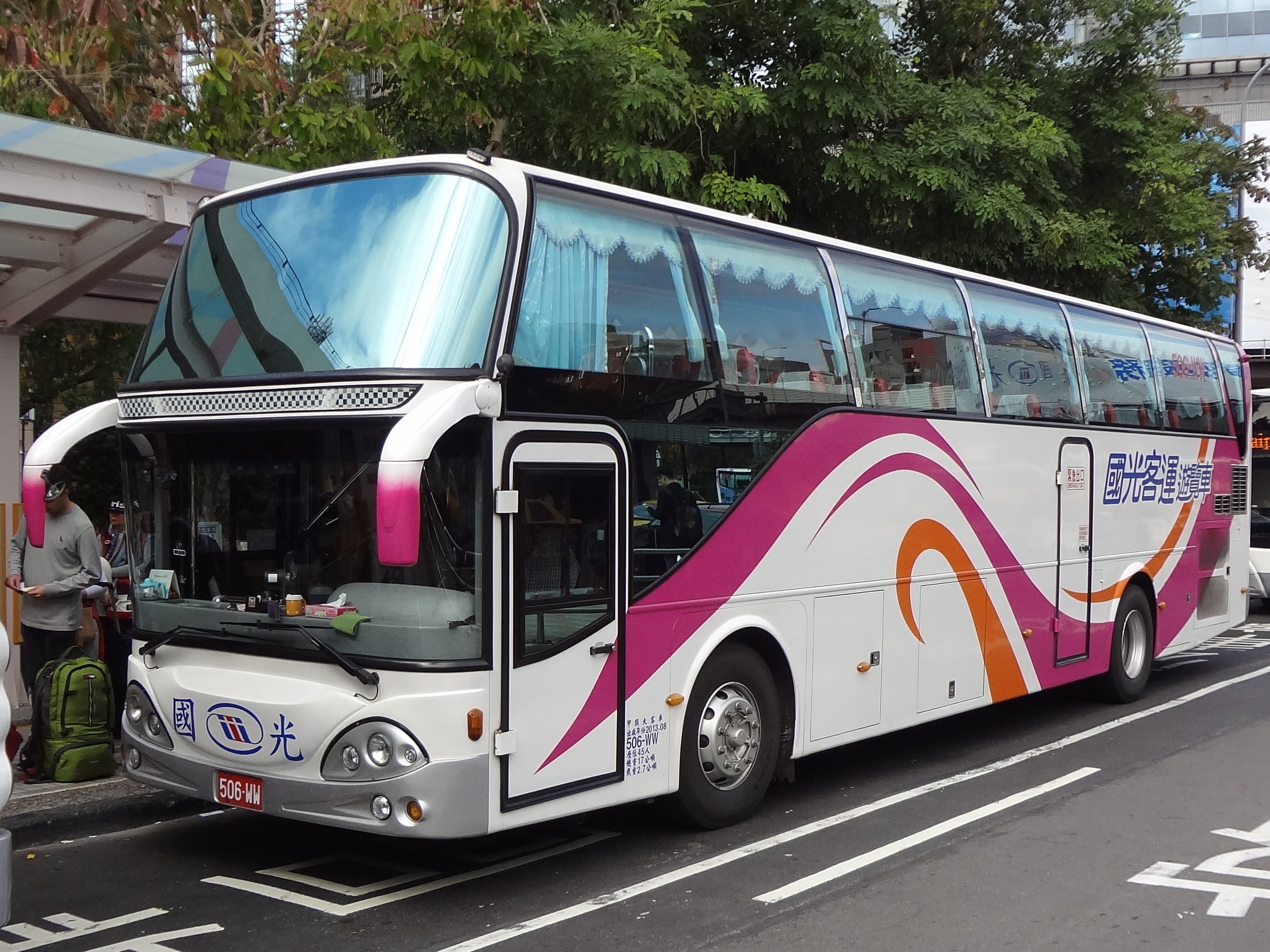
一輛車身由大吉汽車打造的國光客運Daewoo FX117
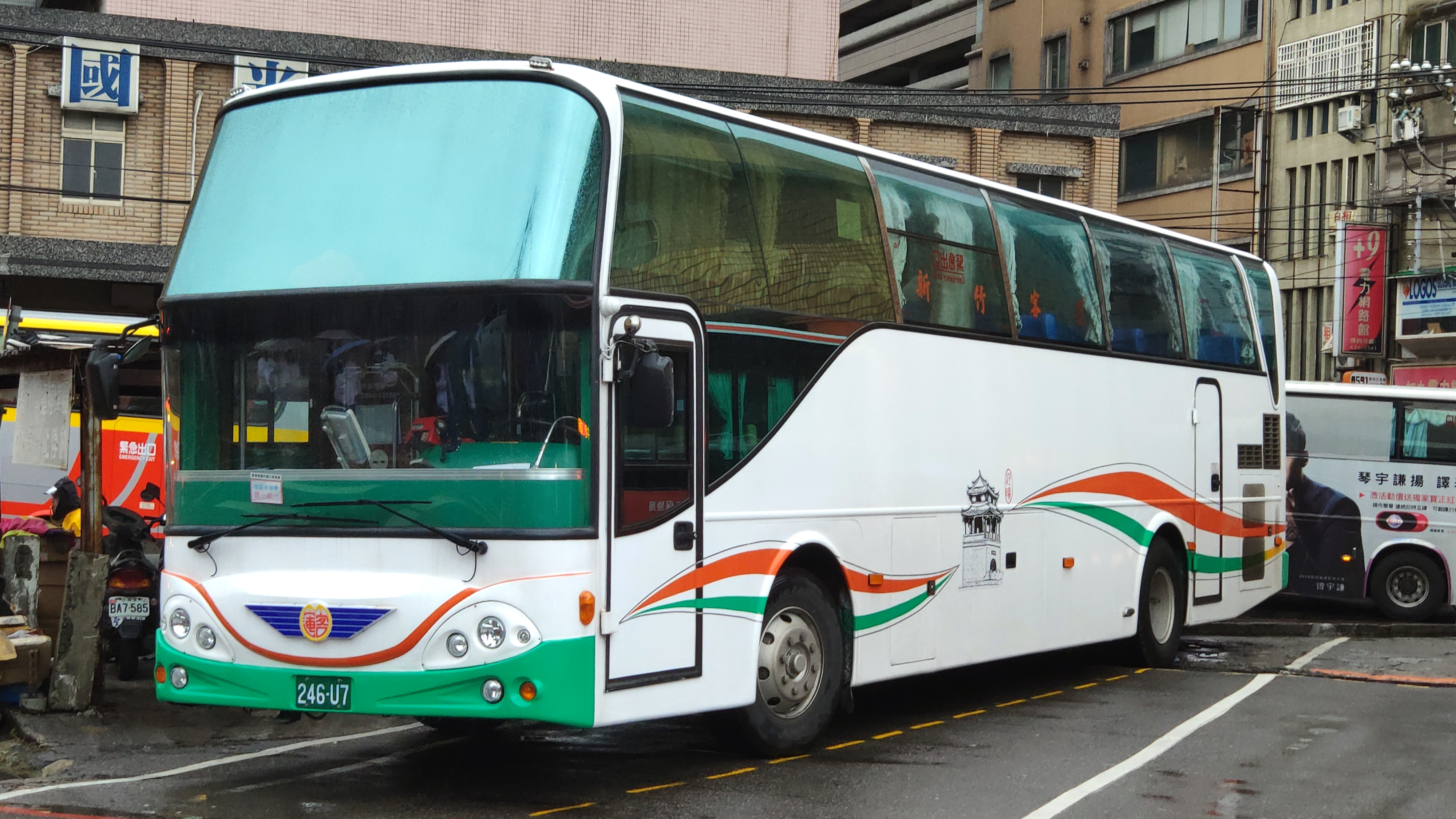
一輛車身由大吉汽車打造的新竹客運Hino RK8J
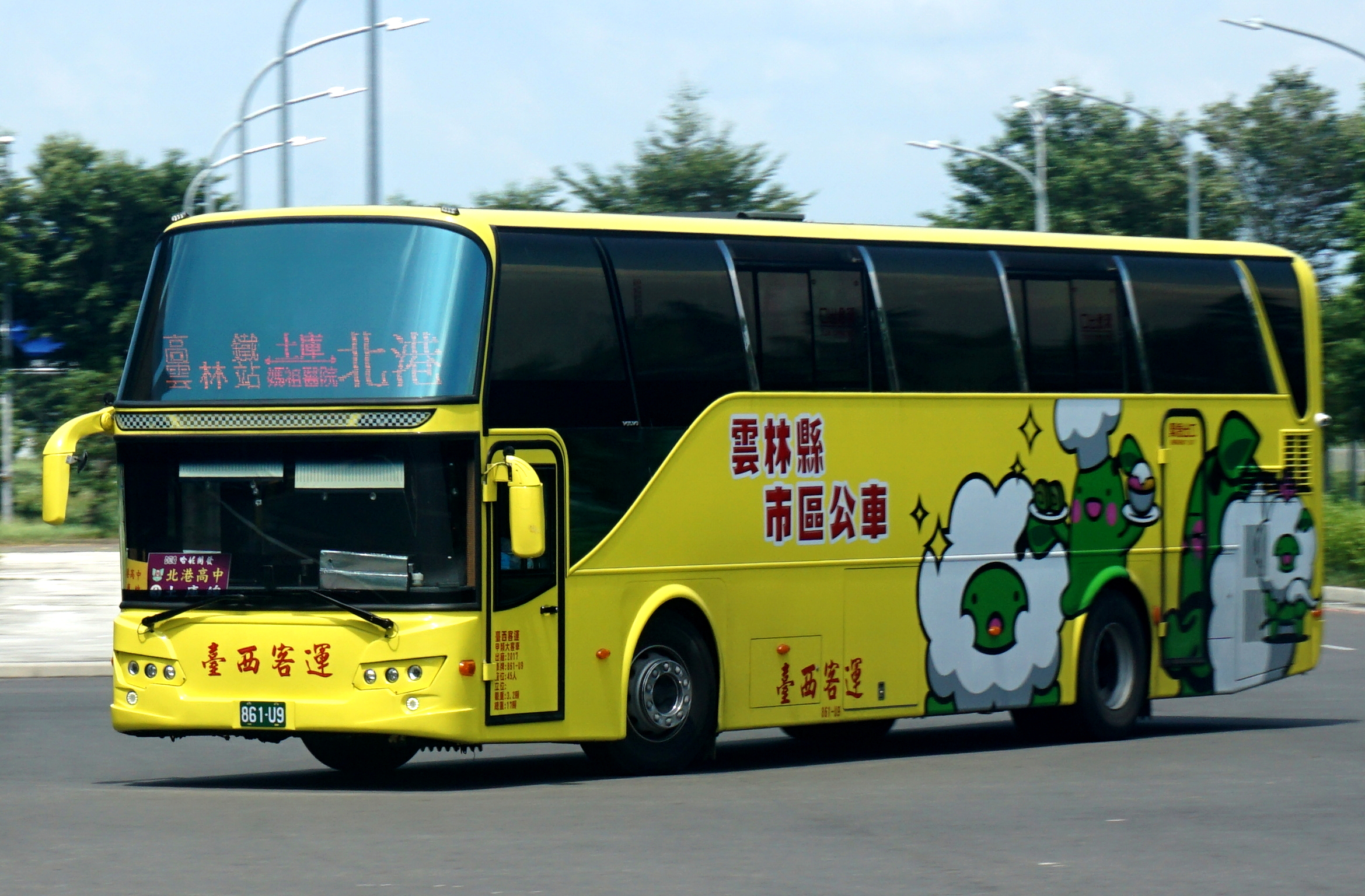
一輛車身由大吉汽車打造的臺西客運Volvo B7R（英语：Volvo B7R）
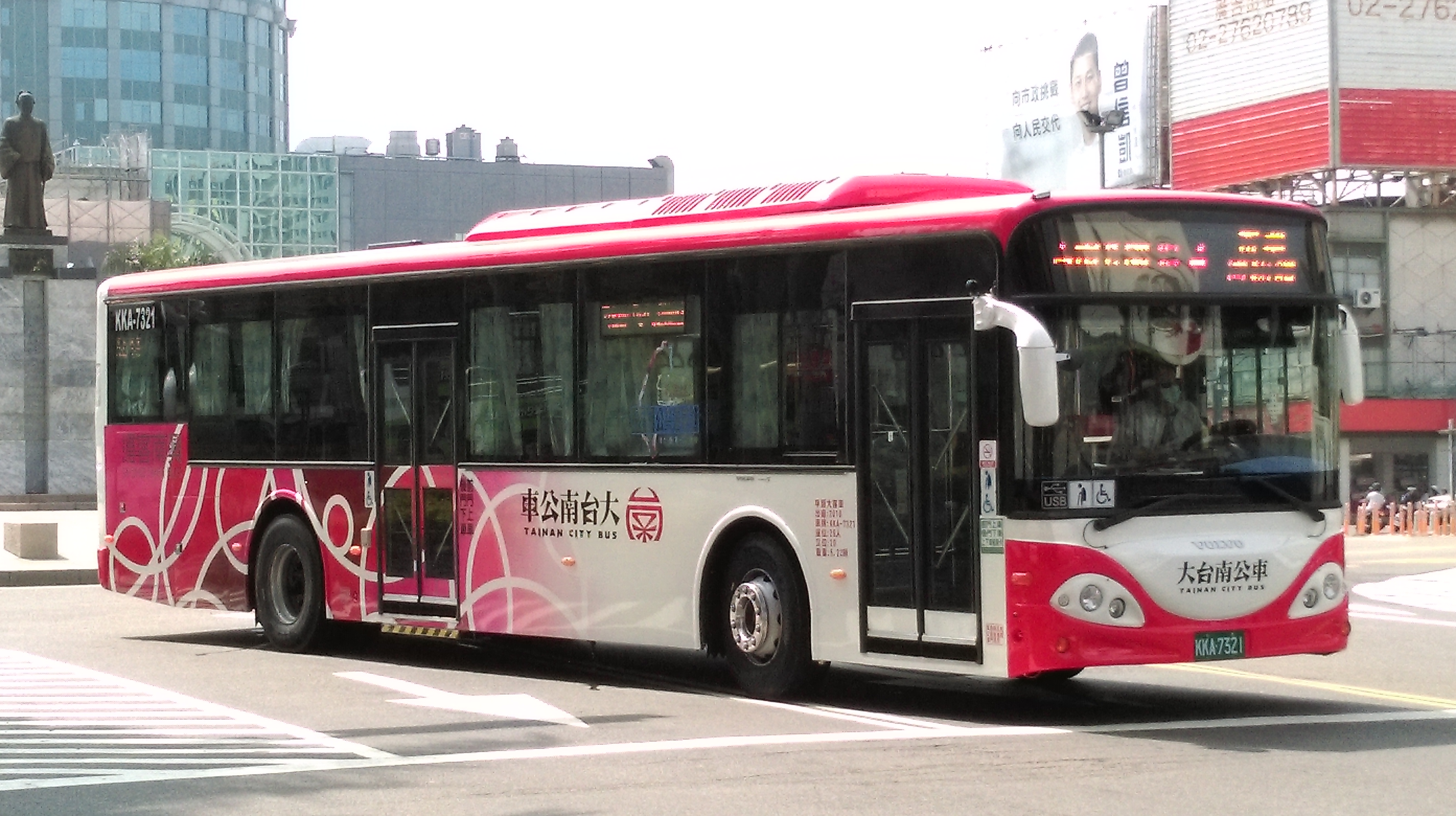
一輛車身由大吉汽車打造的興南客運Volvo B7RLE低地板公車
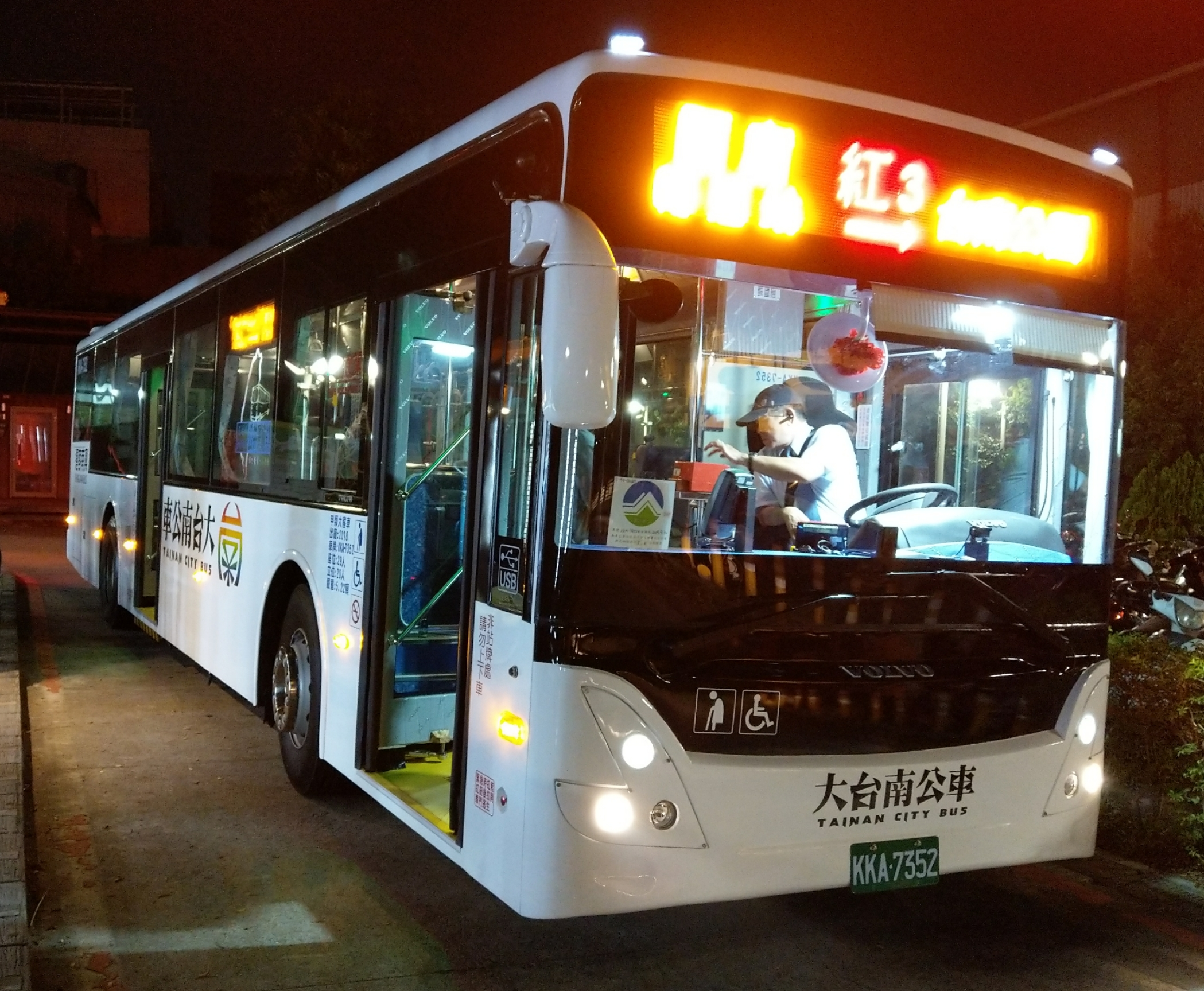
一輛車身由大吉汽車打造的興南客運Volvo B7RLE低地板公車